# كهف أكبور
كهف أكبور (بالقازاقية: Ақбауыр үңгірі)‏، هو أحد المعالم الأثرية للعصر البرونزي، ويقع في شرق كازاخستان، في منطقة أوكان. على بعد ثلاثة كيلومترات من شمال بيستيريك أول، على جبل بيدمونت أكبور. يقع الكهف حوالي 5–6 أمتار فوق الجبل.
توجد رسومات على جدران الكهف مرسومة باللون البني المغرة، ويرجع تاريخها إلى حوالي 3000 قبل الميلاد. محتوى الرسومات معقد، ويتضمن أشكالًا مثل المثلثات والمستطيلات والخطوط والنقاط وصور الأشخاص.

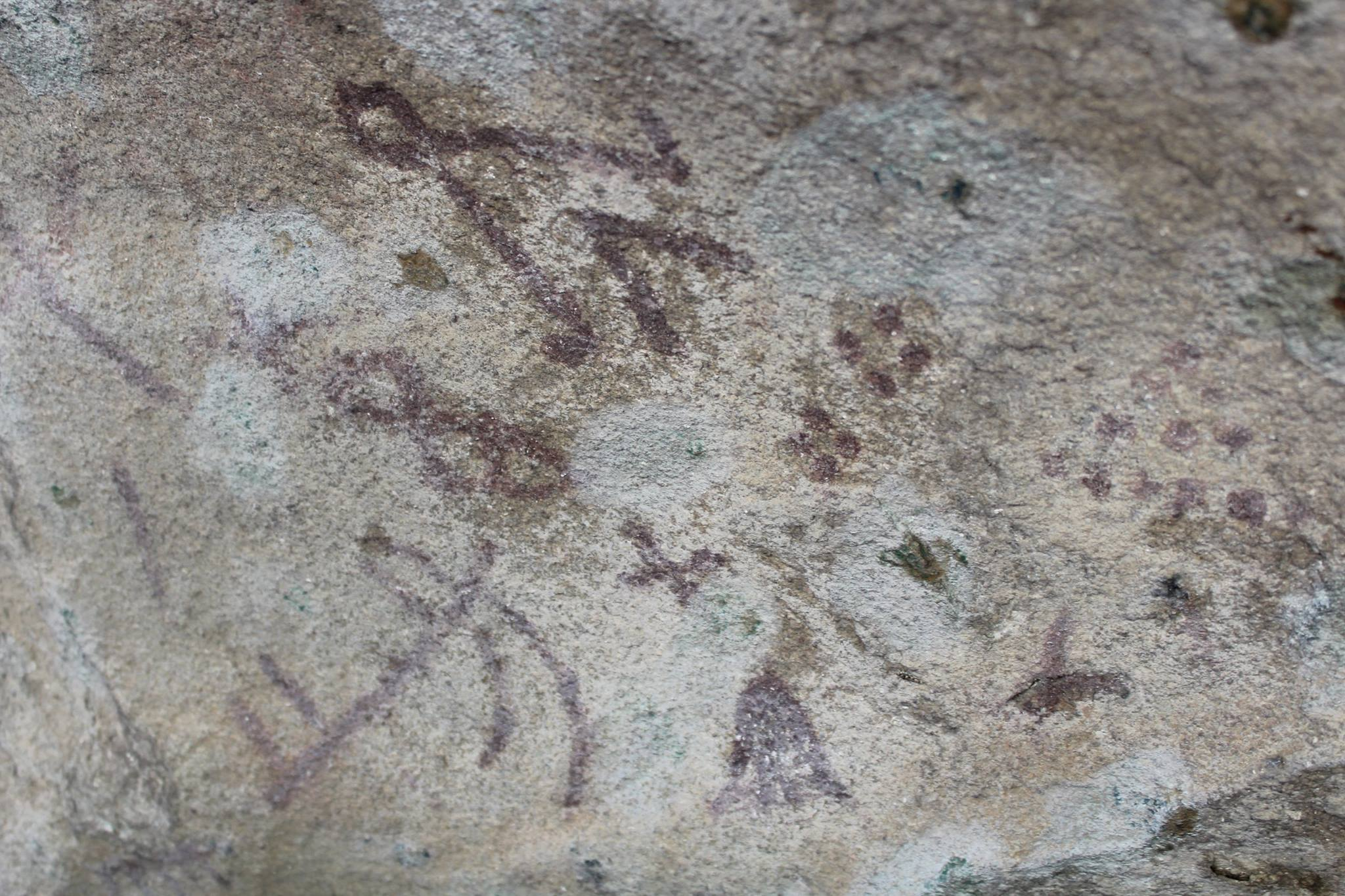
رسومات على جدران الكهف

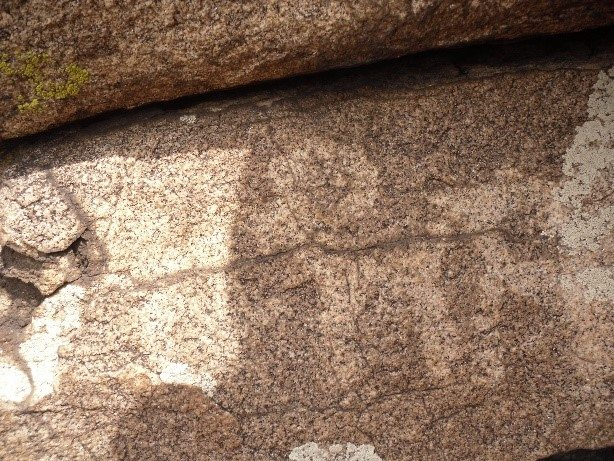
الرسومات على جدران كهف أكبور

كهف أكبور - كهف في كازاخستان، يُعتبر نصب تذكاري للعصر البرونزي، وهو أحد أشهر المعابد في العصر الحجري الحديث، يُطلق عليه ستونهنج في كازاخستان. حسب المعتقدات القديمة، كان كهف أكبور مركز العالم.